# Javadoc

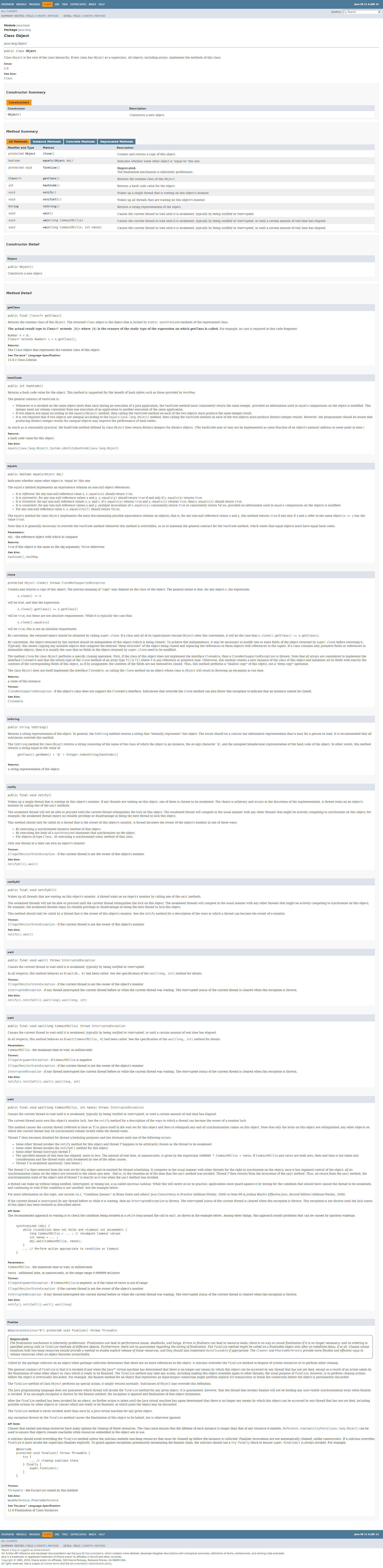

Javadoc（最初是JavaDoc）是由Sun Microsystems为Java语言（现在由甲骨文公司拥有）创建的文档生成器，用于从Java源代码生成HTML格式的API文档，HTML格式用于增加将相关文档链接在一起的便利性。
Javadoc使用的“doc comments”格式 是记录Java类的事实上的行业标准。一些IDE，如IntelliJ IDEA、NetBeans和Eclipse，可以自动生成Javadoc HTML。许多文件编辑器帮助用户生成Javadoc源代码并使用Javadoc信息作为程序员的内部引用。
Javadoc还提供了用于创建doclet和taglet的API，允许用户分析Java应用程序的结构，这就是JDiff如何生成两个API版本之间发生变化的报告。
Javadoc不影响Java中的性能，因为在编译时会删除所有注释。编写注释和Javadoc是为了更好地理解代码，从而更好地维护代码。

## 历史
Javadoc是早期的Java语言文档生成器。在使用文档生成器之前，习惯上由专业的技术编写者编辑文档，他们通常只编写软件的独立文档，但要使这些文档与软件本身保持同步要困难得多。
自第一个版本以来，Java一直使用Javadoc，并且通常在Java开发工具包的每个新版本上都会更新。

## 技术架构

### Javadoc注释结构
通过标准多行注释标记/* and */从代码中引发Javadoc注释。起始标记（称为开始 - 注释分隔符）具有额外的星号，如/**中所示。
1. 第一段是对所记录方法的描述。
2. 在描述之后是不同数量的描述性标签，表示：
  1. 方法的参数（@param）
  2. 方法返回的内容（@return）
  3. 方法可能抛出的任何异常（@exception）
  4. 其他不太常见的标签，如 @see （“另见”标签）

### Javadoc概览
编写文档注释的基本结构是将它们嵌入到/**.中。Javadoc写在项目旁边，没有任何分隔换行符。请注意，任何import语句必须在类声明之前。类声明通常包括：
```
// import statements

/**

 * @author     姓名  <address @ example.com>

 * @version    1.6   （程序的当前版本号）

 * @since       1.2    （加入该类时程序的版本号）

 */

public
 
class
 
Test
 
{

    
// class body

}

```

对于方法，有如（1）所示的简洁的一行描述来解释项目的作用；接下来是（2）所示的更长的描述，该描述可以跨越多个段落并且是可有可无的；最后，第（3）部分列出接受的输入参数和方法的返回值。所有的Javadoc都被视为HTML，因此多个段落部分由"<p>"段落符号分隔。
```
/**

 * 简短的单行描述。                                                  （1）

 * <p>

 * 更长一些的描述可以写在这里。                              （2）

 * </p>

 * 在HTML段落分隔的连续段落中还可以有更多注释。

 *

 * @param  variable 描述文本。                               （3）

 * @return  描述文本。

 */

public
 
int
 
methodName
 
(...)
 
{

    
// method body with a return statement

}

```

与方法类似的注释也可以用于变量的注释，但省略了第（3）部分，这里只包含了对变量的简短描述：
```
/**

 * 对变量的描述。

 */

private
 
int
 
debug
 
=
 
0
;

```

请注意，不建议在单个文档注释中定义多个变量。这是因为Javadoc读取每个变量并将它们分别放置到生成的HTML页面，其中包含为所有字段复制的相同文档注释。
```
/**

 * 点对 (x,y) 的水平和垂直距离

 */

public
 
int
 
x
,
 
y
;
      
// 避免这样的做法

```

相反，建议分别声明和注释每个变量：
```
/**

 * 点的水平距离。

 */

public
 
int
 
x
;

/**

 * 点的垂直距离。

 */

public
 
int
 
y
;

```

### Javadoc标签表
一部分可用的Javadoc标签列在下表中：
| 标签&参数                          | 用途                                                            | 适用于                     | 引入版本 |
| ---------------------------------- | --------------------------------------------------------------- | -------------------------- | -------- |
| @author John Smith                 | 描述作者。                                                      | 类、接口、枚举             |          |
| {@docRoot}                         | 表示从任何生成的页面生成的文档的根目录的相对路径。              | 类、接口、枚举、成员、方法 |          |
| @version 版本                      | 提供软件版本，每个类或接口最多一个。                            | 类、接口、枚举             |          |
| @since 起始                        | 描述此功能首次存在的时间。                                      | 类、接口、枚举、成员、方法 |          |
| @see 参考                          | 提供指向其他文档元素的链接。                                    | 类、接口、枚举、成员、方法 |          |
| @param 名称 描述                   | 描述方法的一个参数。                                            | 方法                       |          |
| @return 描述                       | 描述返回值。                                                    | 方法                       |          |
| @exception 类 描述 @throws 类 描述 | 描述可能从此方法抛出的异常。                                    | 方法                       |          |
| @deprecated 描述                   | 描述一个过时的方法。                                            | 类、接口、枚举、成员、方法 |          |
| {@inheritDoc}                      | 从被覆盖的方法复制描述。                                        | 覆盖方法                   | 1.4.0    |
| {@link 参考}                       | 链接到其他符号。                                                | 类、接口、枚举、成员、方法 |          |
| {@linkplain 参考}                  | 与{@link}相同，但链接的标签以纯文本显示，而不是代码字体。       | 类、接口、枚举、成员、方法 |          |
| {@value #STATIC_FIELD}             | 返回静态成员的值。                                              | 静态成员                   | 1.4.0    |
| {@code 文本}                       | 在代码字体中格式化文字文本，等同于<code> {@literal} </code>。   | 类、接口、枚举、成员、方法 | 1.5.0    |
| {@literal 文本}                    | 表示文本，随附的文本被解释为不包含HTML标记或嵌套的javadoc标记。 | 类、接口、枚举、成员、方法 | 1.5.0    |
| {@serial 文本}                     | 在Javadoc注释中用于默认的可序列化字段。                         | 成员                       |          |
| {@serialData 文本}                 | 记录writeObject()或writeExternal()方法写入的数据。              | 成员、方法                 |          |
| {@serialField 文本}                | 记录ObjectStreamField组件。                                     | 成员                       |          |

### 示例
下面是注释一个方法的Javadoc示例。
```
/**

 * 验证一步象棋的移动是否可行。

 *

 * <p>使用 {@link #doMove(int theFromFile, int theFromRank, int theToFile, int theToRank)} 方法来移动棋子。

 *

 * @param theFromFile 被移动棋子的来源行

 * @param theFromRank 被移动棋子的来源列

 * @param theToFile  被移动棋子的目标行

 * @param theToRank  被移动棋子的目标列

 * @return            如果移动是可行的则返回true，否则返回false

 * @since             1.0

 */

boolean
 
isValidMove
(
int
 
theFromFile
,
 
int
 
theFromRank
,
 
int
 
theToFile
,
 
int
 
theToRank
)
 
{

    
// ...body

}

/**

 * 移动一个棋子。

 *

 * @see java.math.RoundingMode

 */

void
 
doMove
(
int
 
theFromFile
,
 
int
 
theFromRank
,
 
int
 
theToFile
,
 
int
 
theToRank
)
  
{

    
// ...body

}

```